# Platysmurus
Platysmurus je rod ptáků z čeledi krkavcovití (Corvidae).

## Systém
Seznam dosud žijících druhů:
- Sojka černá - Platysmurus leucopterus